# Johan Wallner
Johan Wallner (* 8. Februar 1965 in Filipstad) ist ein ehemaliger schwedischer Skirennläufer. Er fuhr fast ausschließlich Riesenslaloms und Slaloms.

## Biografie
Erstmals machte Johan Wallner 1982 auf sich aufmerksam, als er in Auron bei der erstmals ausgetragenen Juniorenweltmeisterschaft Gold im Slalom und Bronze im Riesenslalom gewann. Im darauf folgenden Jahr kam Gold im Riesenslalom hinzu. Seine ersten Punkte im Weltcup gewann er am 23. Februar 1983 mit Platz 14 im Slalom von Tärnaby. Wallner fuhr bis Dezember 1997 im Weltcup und gewann am 14. Januar 1986 sein einziges Weltcuprennen, einen Slalom in Berchtesgaden. Ansonsten erzielte er drei weitere Podestplätze, jedoch alle im Riesenslalom, und insgesamt 23 Top-10-Platzierungen.
Von 1985 bis 1997 nahm Johan Wallner an sechs Weltmeisterschaften teil, nur 1989 war er nicht am Start. Seine größten Erfolge erzielte er bei den Weltmeisterschaften 1991 in Saalbach-Hinterglemm und 1993 in Morioka mit dem Gewinn der Bronzemedaille im Riesenslalom. 1991 erzielte er zudem den fünften Platz im Super-G – einer Disziplin, in der er im Weltcup nie punkten konnte. Von 1984 bis 1994 nahm er auch an vier Olympischen Winterspielen teil. Während er 1984 nur im Riesenslalom startete, kam er 1988, 1992 und 1994 sowohl im Riesenslalom als auch im Slalom zum Einsatz. Bei seinen insgesamt sieben Olympiastarts erreichte er aber nur zweimal das Ziel, 1988 in Calgary als 16. des Riesenslaloms und 1994 in Lillehammer als 25. des Riesenslaloms. Bei den schwedischen Meisterschaften war Johan Wallner einer der erfolgreichsten Teilnehmer. Von 1983 bis 1997 wurde er zehnmal Schwedischer Meister – viermal im Riesenslalom und jeweils zweimal in Slalom, Kombination und Super-G.
Nach einem enttäuschend verlaufenden Saisonbeginn erklärte er Ende Dezember 1997 seinen Rücktritt.